# Gabinete Šimonytė
El Gabinete Šimonytė es el decimoctavo gabinete de Lituania desde 1990. El gobierno estaba encabezado por la primera ministra de centro derecha Ingrida Šimonytė. Está formado y apoyado por un Gobierno de coalición de centroderecha entre la Unión de la Patria - Demócrata-Cristianos Lituanos (TS-LKD), el Movimiento Liberal de la República de Lituania (LRLS) y el Partido de la Libertad (LP). En conjunto, tienen 74 escaños del Seimas.
Se formó tras las elecciones legislativas de 2020. De esta forma sucedió al gobierno de Saulius Skvernelis, formado por un acuerdo entre la Unión de los Campesinos y Verdes Lituanos (LVŽS), el Partido Laborista Socialdemócrata de Lituania (LSDDP) y la Acción Electoral de Polacos en Lituania - Alianza de Familias Cristianas (LLRA–KŠS), y beneficiándose del apoyo sin participación de la Unión Cristiana (KS).

## Antecedentes
Durante las elecciones, la Unión de la Patria - Demócrata-Cristianos Lituanos (TS-LKD) obtuvo 50 de 141 escaños y se convirtió en la primera fuerza política en el Parlamento, por delante de la Unión de los Campesinos y Verdes Lituanos (LVŽS), que obtuvo 32 escaños perdiendo 22. Se esperaba entonces que la líder del TS-LKD, Ingrida Šimonytė, fuera la líder del nuevo gobierno, con el apoyo de dos partidos liberales que juntos tenían 24 escaños.
Cuatro días después de las elecciones, la Oficina Central del Partido Unión de la Patria nombró a su presidente Gabrielius Landsbergis y a Ingrida Šimonytė para dirigir las conversaciones con el Movimiento Liberal y el Partido de la Libertad, y ambos partidos acordaron iniciar negociaciones con vistas a lograr una mayoría de 74 escaños en el Seimas. El acuerdo de coalición se firmó el 9 de noviembre entre Gabrielius Landsbergis, la presidenta de la LRLS Viktorija Čmilytė-Nielsen y la presidenta del LP Aušrinė Armonaitė, pero todavía quedan varios problemas sociales sin resolver en el acuerdo.

### Formación
Viktorija Čmilytė-Nielsen fue elegida Presidenta del Seimas el 16 de noviembre con 106 votos a favor y 18 abstenciones.  Al día siguiente, Ingrida Šimonytė reveló la lista de los 13 ministros que conformarían el nuevo gabinete, incluidas seis mujeres:cinco ministerios pasan a manos de sus aliados liberales, mientras que el Ministerio de Agricultura quedaba pendiente por asignar y Gabrielius Landsbergis se quedó a cargo del Ministerio de Asuntos Exteriores, lo cual resultó en una sorpresa para los medios ya que hasta ese momento parecía excluido del reparto ministerial. El 19 de noviembre el presidente Gitanas Nausėda informó a los diputados que había nominado formalmente a Ingrida Šimonytė como su candidata al liderazgo del gobierno.  Cinco días después, recibió la investidura del Seimas con 62 votos a favor, 10 en contra y 41 abstenciones, por otro lado la gran cantidad de diputados ausentes se explica debido a que fueron puestos en confinamiento debido al contagio por COVID-19.
El 4 de diciembre el jefe de Estado anunció que rechazaba la candidatura de Kasparas Adomaitis para el cargo de Ministro de Justicia y la de Dalia Miniataitė para dirigir el Ministerio de Agricultura. Añadió que había expresado dudas sobre el ministro de Salud designado, Arūnas Dulkys, pero que Ingrida Šimonytė convenció al presidente dando fe de las competencias del ministro designado.  El Partido de la Libertad reemplazó entonces a Adomaitis por el viceministro de Economía Marius Skuodis, mientras que la Unión de la Patria - Demócrata-Cristianos Lituanos (TS-LKD) propuso al exministro de Medio Ambiente Kęstutis Navickas para sustituir a Miniataitė.
La nueva lista de ministros fue aprobada oficialmente el 7 de diciembre por Gitanas Nausėda, quien firmó el decreto que nombraba oficialmente al nuevo gobierno. Cuatro días después, el gobierno recibió la confianza de los diputados con 78 votos a favor, 30 en contra y 20 abstenciones.

## Apoyo parlamentario

### Elección de la primera ministra
| Cámara | Candidato               | Fecha                                                     | Voto |    | LVŽS |   |   |    |    |   | LSDDP | PLT |   | Ind. | Total  |
| ------ | ----------------------- | --------------------------------------------------------- | ---- | -- | ---- | - | - | -- | -- | - | ----- | --- | - | ---- | ------ |
| Seimas | Ingrida Šimonytė TS-LKD | 24 de noviembre de 2020 Mayoría simple requerida (76/150) | Sí   | 47 |      |   |   | 10 |    |   | 2     |     | 1 | 2    | 62/141 |
| Seimas | Ingrida Šimonytė TS-LKD | 24 de noviembre de 2020 Mayoría simple requerida (76/150) | No   |    | 8    |   |   |    |    |   |       |     |   | 2    | 10/141 |
| Seimas | Ingrida Šimonytė TS-LKD | 24 de noviembre de 2020 Mayoría simple requerida (76/150) | Abs. |    | 23   | 7 | 5 |    | 1  | 3 | 1     | 1   |   |      | 41/141 |
| Seimas | Ingrida Šimonytė TS-LKD | 24 de noviembre de 2020 Mayoría simple requerida (76/150) | Aus. | 3  | 1    | 3 | 8 | 1  | 12 |   |       |     |   |      | 28/150 |

### Ratificación del gabinete
| Cámara | Candidato               | Fecha                                                     | Voto |    | LVŽS |   |   |    |    |   | LSDDP | PLT |   | Ind. | Total  |
| ------ | ----------------------- | --------------------------------------------------------- | ---- | -- | ---- | - | - | -- | -- | - | ----- | --- | - | ---- | ------ |
| Seimas | Ingrida Šimonytė TS-LKD | 11 de diciembre de 2020 Mayoría simple requerida (76/150) | Sí   | 50 |      |   |   | 11 | 12 |   | 2     |     | 1 | 2    | 78/141 |
| Seimas | Ingrida Šimonytė TS-LKD | 11 de diciembre de 2020 Mayoría simple requerida (76/150) | No   |    | 25   |   | 3 |    |    |   | 1     |     |   | 1    | 30/141 |
| Seimas | Ingrida Šimonytė TS-LKD | 11 de diciembre de 2020 Mayoría simple requerida (76/150) | Abs. |    |      | 6 | 9 |    | 1  | 3 |       |     |   | 1    | 20/141 |
| Seimas | Ingrida Šimonytė TS-LKD | 11 de diciembre de 2020 Mayoría simple requerida (76/150) | Aus. |    | 7    | 4 | 1 |    |    |   |       | 1   |   |      | 13/150 |

## Gabinete Ministerial

### Primera ministra de la República de Lituania
| Fotografía | Primera ministra | Período                 | Período                 | Partido | Partido | Ref    |
| Fotografía | Primera ministra | Inicio                  | Fin                     | Partido | Partido | Ref    |
| ---------- | ---------------- | ----------------------- | ----------------------- | ------- | ------- | ------ |
|            | Ingrida Šimonytė | 11 de diciembre de 2020 | 12 de diciembre de 2024 |         | TS-LKD  | [ 14 ] |

### Ministerios
| Ministerio                    | Fotografía | Titular                        | Período                 | Período                 | Partido | Partido | Ref    |
| Ministerio                    | Fotografía | Titular                        | Inicio                  | Fin                     | Partido | Partido | Ref    |
| ----------------------------- | ---------- | ------------------------------ | ----------------------- | ----------------------- | ------- | ------- | ------ |
| Agricultura                   |            | Kęstutis Navickas              | 11 de diciembre de 2020 | 12 de diciembre de 2024 |         | TS-LKD  | [ 15 ] |
| Asuntos Exteriores            |            | Gabrielius Landsbergis         | 11 de diciembre de 2020 | 12 de diciembre de 2024 |         | TS-LKD  |        |
| Cultura                       |            | Simonas Kairys                 | 11 de diciembre de 2020 | 12 de diciembre de 2024 |         |         |        |
| Defensa Nacional              |            | Arvydas Anušauskas             | 11 de diciembre de 2020 | 25 de marzo de 2024     |         | TS-LKD  | [ 16 ] |
| Defensa Nacional              |            | Laurynas Kasčiūnas             | 25 de marzo de 2024     | 12 de diciembre de 2024 |         | TS-LKD  | [ 17 ] |
| Economía e Innovación         |            | Aušrinė Armonaitė              | 11 de diciembre de 2020 | 12 de diciembre de 2024 |         | LP      |        |
| Educación, Ciencia y Deportes |            | Jurgita Šiugždinienė           | 11 de diciembre de 2020 | 23 de mayo de 2023      |         | TS-LKD  |        |
| Educación, Ciencia y Deportes |            | Ewelina Dobrowolska            | 23 de mayo de 2023      | 4 de julio de 2023      |         | LP      |        |
| Educación, Ciencia y Deportes |            | Gintautas Jakštas              | 4 de julio de 2023      | 10 de abril de 2024     |         | Ind.    | [ 18 ] |
| Educación, Ciencia y Deportes |            | Monika Navickienė              | 11 de abril de 2024     | 27 de junio de 2024     |         | TS-LKD  |        |
| Educación, Ciencia y Deportes |            | Radvilė Morkūnaitė-Mikulėnienė | 27 de junio de 2024     | 12 de diciembre de 2024 |         | TS-LKD  |        |
| Energía                       |            | Dainius Kreivys                | 11 de diciembre de 2020 | 12 de diciembre de 2024 |         | TS-LKD  | [ 19 ] |
| Finanzas                      |            | Gintarė Skaistė                | 11 de diciembre de 2020 | 12 de diciembre de 2024 |         | TS-LKD  | [ 20 ] |
| Interior                      |            | Agnė Bilotaitė                 | 11 de diciembre de 2020 | 12 de diciembre de 2024 |         | TS-LKD  |        |
| Justicia                      |            | Ewelina Dobrowolska            | 11 de diciembre de 2020 | 12 de diciembre de 2024 |         | LP      |        |
| Medio Ambiente                |            | Simonas Gentvilas              | 11 de diciembre de 2020 | 12 de diciembre de 2024 |         |         | [ 21 ] |
| Seguridad Social y Trabajo    |            | Monika Navickienė              | 11 de diciembre de 2020 | 13 de junio de 2024     |         | TS-LKD  |        |
| Seguridad Social y Trabajo    |            | Vytautas Šilinskas             | 27 de junio de 2024     | 12 de diciembre de 2024 |         | Ind.    |        |
| Transportes y Comunicaciones  |            | Marius Skuodis                 | 11 de diciembre de 2020 | 12 de diciembre de 2024 |         | Ind.    |        |
| Salud                         |            | Arūnas Dulkys                  | 11 de diciembre de 2020 | 5 de agosto de 2024     |         | Ind.    | [ 22 ] |
| Salud                         |            | Aurimas Pečkauskas             | 13 de agosto de 2024    | 12 de diciembre de 2024 |         | Ind.    |        |